# Tamor
Der Tamor (Nepali: तमोर नदी Tamor Nadi) ist der 183 km lange östliche Quellfluss des Koshi im Himalaya im äußersten Osten Nepals.

## Verlauf
Der Tamor entspringt in der Gebirgsgruppe Chhochenphu Himal nahe der Grenze zum autonomen Gebiet Tibet. Er fließt anfangs in überwiegend südlicher Richtung. Bei Flusskilometer 163 trifft der Yangma Khola linksseitig auf den Tamor. Bei Flusskilometer 147 treffen die bedeutenden linken Nebenflüsse, Ghunsa Khola und der Simbuwa Khola, die das Gebirgsmassiv des Kangchendzönga nach Südwesten entwässern, auf den Tamor. Im Unterlauf wendet sich der Tamor in Richtung Westsüdwest und vereinigt sich schließlich auf einer Höhe von etwa 121 m mit dem Sunkoshi zum Koshi. Der Arun trifft einen Kilometer flussaufwärts auf den Sunkoshi. Deshalb werden die drei Flüsse als „Quellflüsse des Koshi“ bezeichnet. Der Tamor ist der Quellfluss mit der geringsten Wassermenge.

## Hydrologie
Der Tamor entwässert ein 6102 km² großes Einzugsgebiet. Der mittlere Abfluss beträgt etwa 300 m³/s. Das obere Einzugsgebiet des Tamor ab der Einmündung des Simbuwa Khola befindet sich im Kangchendzönga-Schutzgebiet.

## Freizeitaktivitäten am Fluss
Der Tamor ist ein Ziel für Rafting- und Kajak-Touristen. Der Fluss bietet Stromschnellen der Schwierigkeitsgrade IV und V.